# 大蒜吡喃酮
大蒜吡喃酮（英語：Allixin），又称蒜素，是一种植物保卫素（植物抗毒素），最早于1989年在大蒜鳞茎中分离并确认得到。当大蒜储存时间过长时，可以在大蒜表面积聚得到肉眼可见的大蒜吡喃酮晶体，特别是在坏死的区域最多。大蒜储存2年后，每个蒜瓣中积累的大蒜吡喃酮可达干重的1%。由于大蒜吡喃酮的抗菌活性很弱，因此人们认为大蒜鳞茎产生如此高浓度的大蒜吡喃酮是为了保护自身免于微生物造成进一步伤害。
由于大蒜中含有高浓度的大蒜吡喃酮，科学家对大蒜已知的健康益处是否与大蒜吡喃酮有关产生了兴趣。经过持续研究，人们发现大蒜吡喃酮具备多种生物活性。并开始基于大蒜吡喃酮衍生物进行药物研发。

## 实验室合成
目前已经发现了两种合成大蒜吡喃酮的方法。第一种于1997年提出，采用D-甘露糖为起始原料经过22步合成得到。1998年提出了一个更短的合成路线，采用5-甲基糠醛为起始原料仅用5步就合成得到。

## 生物活性
体外研究已经证实大蒜吡喃酮具有神经营养因子效益，但高浓度下则产生细胞毒性。大蒜吡喃酮的简单类似物具有更强的神经营养活性且没有细胞毒性。因此，大蒜吡喃酮可能成为开发用于治疗神经退行性疾病或脑神经元再生的药物的母体。
药理学研究表明，大蒜吡喃酮对佛波醇-12-十四烷酰-13-乙酸酯（TPA）诱发的皮肤瘤有生长抑制活性，并对黄曲霉素B1导致的诱变具有抑制作用。因此大蒜吡喃酮至少在一定程度上可能是大蒜提取物预防肿瘤的作用原因。
大蒜吡喃酮还展现出清除自由基的效果。

## 金属离子配体
已证明含有大蒜吡喃酮的金属配合物对糖尿病动物模型具有有益的药理作用。与钒的配合物二蒜素合氧钒（IV）具有显著的抗糖尿病效果。对于链脲佐菌素诱发的糖尿病小鼠，二蒜素合氧钒（IV）展现出了类似胰岛素的降血糖效果。类似地，二蒜素合锌（II）也具有类胰岛素的功效。但这些配合物调控胰岛素信号传递通路的作用机制仍然不明。

二蒜素合氧钒(IV)，VO(alx)2
二蒜素合锌(II)，Zn(alx)2